# Трагик (рассказ)
Трагик — рассказ Антона Павловича Чехова. Написан в 1883 году, впервые опубликован в 1883 году в журнале «Осколки» № 41 с подписью А. Чехонте.

## Публикации
Рассказ А. П. Чехова «Трагик» написан в 1883 году, впервые опубликован в 1883 году в сборнике «Осколки», № 41 с подписью А. Чехонте. Рассказ в 1884 году включался в сборник «Сказки Мельпомены», вошёл в издание А. Ф. Маркса. Для издания А. Ф. Маркса А. П. Чехов переработал текст рассказа, в нём были убраны комические подробности и вульгаризмы.
В рецензии на «Сказки Мельпомены», написанной анонимным автором, рассказ «Трагик» приводился, как пример изображения драматизма в жизни артистов. Позднее критик считал, что в рассказе «Трагик», наблюдается «преобладание внешних черт или некоторый шаблон».
При жизни Чехова рассказ был переведен на сербскохорватский язык.

## Сюжет
В театре шёл бенефис трагика Феногенова. В спектакле «Князь Серебряный» бенефициант выступал в роли Вяземского, антрепренёр Лимонадов — Дружины Морозова, актриса Беобахтова играла Елену. Трагик играл замечательно. На спектакле присутствовала дочь исправника Сидорецкого, Маша. Отец также был на спектакле. Маша была в театре впервые в жизни. После спектакля она попросила отца сходить на сцену и пригласить всех к ним на обед, что отец и сделал, не пригласив при этом актрис.
На следующий день актёры обедали у исправника. Пришли антрепренёр Лимонадов, трагик Феногенов и комик Водолазов; остальные не пришли, сославшись на недомогания. Обед прошёл весело. Артисты нравились дочке исправника, она считала их умными, необыкновенными людьми.
Постепенно Маша привязалась к театру, стала часто бывать в нём и влюбилась в трагика Феногенова. Однажды она сбежала с труппой Лимонадова и повенчалась с Феногеновым. После свадьбы артисты сообща написали письмо исправнику. В ответ тот отрекся от дочери, вышедшей «за глупого, праздношатающегося хохла, не имеющего определенных занятий». На другой день Маша написала своему отцу: «Папа, он бьет меня! Прости нас!». Феногенов и правда бивал Машу, даже в присутствии Лимонадова, прачки и двух ламповщиков. Он всегда вспоминал, что ему советовали жениться на богатой невесте, после чего он мог бы построить свой театр и говорил: «Если он не пришлет денег, так я из нее щепы нащеплю. Я не позволю себя обманывать, чёрт меня раздери!». Однажды труппа даже хотела уехать без Маши, после чего трагик сказал ей, что он оскорблен её отцом — на эти слова Маша стала признаваться ему в любви.
Со временем Машу приняли в труппу. Она играла горничных и пажей, но потом ей стали доверять более серьёзные роли. Однажды в губернском городе труппа Лимонадова давала спектакль «Разбойники» Шиллера. Феногенов играл Франца, а Маша — Амалию. Всё шло благополучно до места в пьесе, где Франц объяснялся в любви Амалии, а она хватает его шпагу. Феногенов затрясся и сжал в своих объятиях Машу. А Маша вместо того, чтобы отпихнуть его, крикнуть ему «прочь!», задрожала в его объятиях, не двигалась и прошептала: « Пожалейте меня! … Я так несчастна!». На это трагик посетовал, что она не знает роли и сунул ей в руки шпагу.
После спектакля Лимонадов и Феногенов обсуждали Машу. Антерпренер сказал, что Маша плохо учит роли и не знает свои функции. На это Феногенов только «хмурился, хмурился…». На другой день Маша вновь написала отцу письмо с сообщением, что муж её бьет и просила прислать денег.